# Mala Ligojna
Mala Ligojna je naselje v Občini Vrhnika. Leži vzhodno od vasi Velika Ligojna.